# Alelo letal

Quadrado de Punnett para o gene agouti em camundongos, demonstrando um alelo recessivo letal.

Alelo letal é o gene que sofreu uma mutação e seu aparecimento inviabiliza o embrião, ou caso o embrião sobreviva e atinja o estagio adulto, ele não irá contribuir com genes para a próxima geração. É um dos tipos de variações das leis básicas da genética, as 1º e 2º Leis de Mendel. Ao invés de resultar em proporção fenotípica de 3:1, ao ser cruzado dois indivíduos heterozigotos, como esperado para a 1º Lei de Mendel, a frequência fenotípica de uma característica que possua alelo letal é de 2:1, em um claro sinal de desvio da 1º Lei Mendeliana
Em organismos diploides, se ambos os alelos estão mutados para causar a morte, então a mutação se comporta como letal recessivo. Em outros caos, ainda não tão bem compreendidos, a presença de apenas um alelo já é suficiente para que ocorra a letalidade,  o que configura a condição como letal dominante.
Um alelo recessivo letal pode ser passado para a próxima geração caso esteja em heterozigose, pois os heterozigotos apresentação características normais; no entanto, o alelo dominante letal será fatal muitas vezes antes de eles atingirem a maturidade sexual, não permitindo assim a passagem dele para as futuras geração

## Mutação Letal Recessiva
Quando há ausência completa de um produto gênico é letal, a modificação genética é, mais frequentemente, uma mutação de perda de função que determina a formação de um produto não-funcional. Muitas das vezes, a mutação é tolerada em caso de heterozigose, em que um alelo normal produz uma quantidade normal do produto suficiente para o desenvolvimento normal. No entanto, tal mutação se comporta como Letal Recessiva, levando os indivíduos homozigotos à morte. O período da morte é variável, em mamíferos, por exemplo, pode ocorrer durante o desenvolvimento, a primeira infância ou ainda na idade adulta.
Em alguns casos, o alelo responsável pela letalidade, quando está em homozigose , também pode resultar em fenótipos mutante diferente , quando estiver em heterozigose.
Como exemplo de característica relacionada a mutação letal recessiva, temos a cor amarela do pelo de camundongos é condicionada por um alelo A, dominante sobre o alelo a, que condiciona a cor preta. Assim,todo cruzamento experimental realizado entre machos e fêmeas,ambos pretos, originava somente descendentes de pelagem preta, confirmando o esperado pela Primeira Lei de Mendel. No entanto, os cruzamentos entre machos e fêmeas amarelos nunca resultavam as proporções esperadas pela Primeira Lei de Mendel, pois:

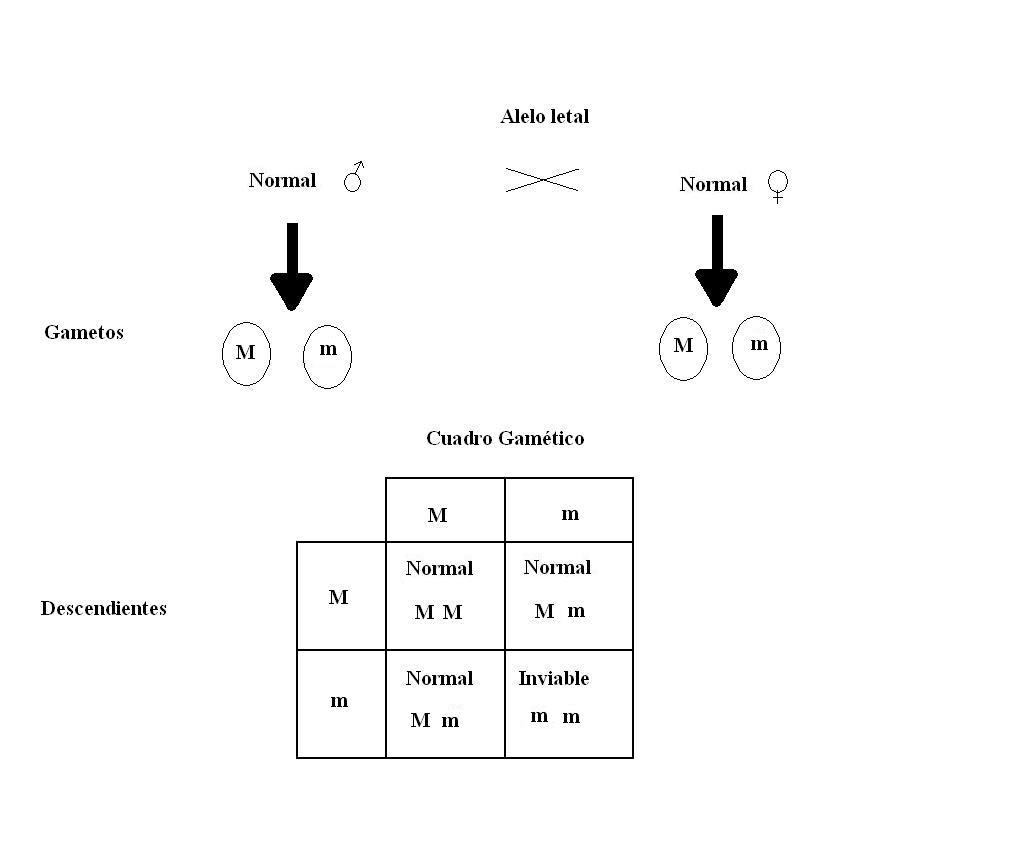
Cruzamento de um Alelo Letal Recessivo

1º- se pelo menos um dos animais cruzados fosse homozigótico, todos os descendentes deveriam ser amarelos – o que não acontecia; 2º- se ambos fossem heterozigóticos (híbridos), a proporção esperada seria de 3 amarelos para 1 preto – o que também não acontecia.
O resultado obtido do cruzamento entre indivíduos amarelos obedece sempre a proporção de 2 amarelos para 1 preto!Como explicar essa discrepância, em relação à Primeira Lei de Mendel? O primeiro cientista a estudar essa questão foi o geneticista francês Cuénot,em torno de 1905. Cuénot chegou a levantar a hipótese de que os espermatozoides portadores de cromossomos com o alelo A não conseguiam fecundar um óvulo também portador do mesmo alelo A. Essa hipótese foi, no entanto, rejeitada pelas pesquisas seguintes de vários cientistas, ficando demonstrado que a fecundação ocorre, o ovo se forma e se desenvolve, mas o indivíduo portador do genótipo AA morre no útero
materno. Concluiu-se, então, que o alelo A, embora dominante em relação ao alelo a, é letal quando em dose dupla. Isso significa que quando nasce um camundongo de
pelagem amarela, ele é certamente heterozigótico (Aa). Interessante é que, como o alelo A é letal somente em dose dupla, pode-se afirmar que ele é recessivo para letalidade.  
As  mutações recessivas letais são consideradas a maior classe de mutações.

## Mutação Letal Dominante
Em alguns casos a mutação letal se comporta com Dominante em relação a sua contrapartida de tipo selvagem. Nesse alelos letais dominantes, a presença de apenas um alelo já é suficiente para causar a morte do indivíduo. Isso ocorre devido ao fato de que a presença de apenas uma cópia do alelo produz o produto gênico em quantidade suficiente para ocasionar a letalidade, ou suprimindo o produto do alelo selvagem ou estando acima no limiar aceitável.
Os alelos letais dominantes são relativamente raros. Para que permaneçam na população é necessário que chegue sejam transmitidos aos descendentes pelos portadores antes da sua manifestação. Se ocorrer a morte de todos os portadores do alelo, esse alelo letal irá desaparecer, retornando caso haja uma nova mutação para produzi-lo.
Um importante exemplo de alelo letal dominante pode ser observado na doença de Huntington. Nessa doença, observa-se uma progressiva degeneração de nervos e motora que afeta, entre outras partes, a fala e a deglutição. É muito comum a instabilidade emocional do paciente, sendo frequentes relatos de depressão. Geralmente o início dos sintomas começa por volta dos 40 anos de idade e, como um único alelo é suficiente para determinar a doença, um filho de um doente possui 50% de chance de herdar o alelo letal.